# Modřišice
Modřišice település Csehországban, Semilyi járásban. Modřišice Olešnice, Turnov, Všeň és Přepeře településekkel határos. Lakosainak száma 445 fő (2024. január 1.).

## Népesség
A település lakosságának változását az alábbi diagram mutatja:
| Lakosok száma | 459  | 439  | 523  | 436  | 359  | 402  | 425  | 442  | 448  | 445  |
|               | 1869 | 1900 | 1921 | 1961 | 1980 | 2011 | 2016 | 2019 | 2021 | 2024 |